# ソラマメ
ソラマメ（空豆、蚕豆、学名: Vicia faba）は、マメ科の一年草または越年草。別名、ノラマメ（野良豆）、ナツマメ（夏豆）、テンマメ（天豆）、シガツマメ（四月豆）、コヤマメ（高野豆）、トウマメ（唐豆）。

## 名称
和名のソラマメの由来は、豆果（さや）が空に向かってつくため「空豆」、またはサヤの中の見た目がカイコの繭に似ていることから「蚕豆」という字があてられたなど諸説ある。酒場では「天豆」と表示している場合も多い。

## 歴史
北アフリカ、地中海、カスピ海沿岸、北部アラビア地方の西南アジアが原産地と推測される。また、大粒種はアルジェリア周辺、小粒種はカスピ海南岸が原産地であるとする二源説もある。イスラエルの新石器時代の遺跡からも出土している。インゲンマメが普及する以前は、ソラマメは古代エジプトやギリシア、ローマにおいて食されていた。エジプトやトロイ遺跡から化石が出土していることから、世界最古の野菜の一つとされている。古代ギリシアやローマでは、葬儀にソラマメが使われていた。紀元前3000年以降中国に伝播、日本へは8世紀ごろ渡来したといわれている。インド僧・菩提僊那が渡日し、行基に贈ったのが始まりともいう。古くから世界各地で栽培され、食用にされている。現在は南米、北米、ウガンダ、スーダン、中華人民共和国などで栽培されている。

## 特徴
高さ60 - 100cmほどになる。秋に播種する。茎は分枝し、1本に複葉が20枚以上つく。花期は3 - 4月で直径3cmほどで薄い紫の花弁に黒色の斑紋のある白い花を咲かせる。収穫は5月ごろから。上を向いていた莢がふっくらして、重みで水平よりもやや下を向き、筋（縫合線）が黒褐色に変色してきたら収穫適期である。長さ10 - 30cmほどのサヤには3 - 4個の豆（種子）が含まれている。豆には特有の香りとほのかな甘味がある。元来初夏の数週間だけの味覚であったが、ハウス栽培と流通技術の発展から、秋の一時期を除いて一年中食べられるようになった。
青果として利用されているのは、打越一寸、仁徳一寸、陵西一寸などの大粒品種が多い。ふつうのソラマメは、サヤも実も緑色であるが、サヤが緑色で中の実が赤くなる「初姫」という品種もある。

## 食用
野菜として食べる緑色の未熟な豆は、主な旬が5 - 6月で、サヤの色が濃い緑色でふっくらとしてツヤがあり、産毛に覆われているものが市場価値の高い良品とされる。生のそら豆は野菜として扱われるが、「そら豆がおいしいのは3日間だけ」といわれるほど鮮度落ちが早い。豆がサヤから出て空気に触れると、すぐにかたくなってしまうため、調理して食べる前にサヤから豆を出すのが良い。豆の端部にある筋状のつめの部分は、俗に「お歯黒」とよばれている。若いものほど「お歯黒」は緑色で色が薄く、若い豆は瑞々しい味わいで、豆が熟れると「お歯黒」は黒くなっていく。「お歯黒」が黒くなった豆は食感がかためではあるが、味わいは濃厚になり、スープや煮豆にすると美味しく食べられる。
塩ゆでするか、さやごと焼いて、中のマメをそのまま食べる。豆類の食物としては最も大きな部類なので食べごたえがある。揚げて塩をふったものはいかり豆（フライビーンズ）と呼ばれる。また、煮物や炒め物、スープなどに広く用いられ、アジアでは豆板醤の原料として利用される。ヒヨコマメと共に、中東のファラフェルの材料になる。完熟豆は煮豆などの加工品となる。大粒品種を用いて甘く煮たものは、おたふく豆（お多福豆、於多福豆、阿多福豆）と呼ばれる。
エジプトではソラマメが国民的な朝食であり、煮込んだソラマメをオリーブオイルとレモン果汁で和えたフール・メダンメスがある。
ただし人体において、酸化還元酵素のグルコース-6-リン酸デヒドロゲナーゼに欠陥があると、ソラマメを食べて溶血性貧血を起こし死に至ることがあり、これをソラマメ中毒と言う。かつてイスラエルの建国当時、国外からの移民にこのソラマメ中毒が多発し、死に至ることもあったため、イスラエルではそら豆の入ったファラフェルは作られなくなった。
大豆アレルギーを回避するための代用食品の原料にも用いられる。

### 調理
鮮度を保つため、茹でる直前にサヤから豆を出すようにする。「お歯黒」が緑色の若い豆は薄皮もやわらかく塩ゆでにするとよいが、黒くなった豆は「お歯黒」の部分がかたいため、取り除いてから塩ゆですると火の通りも早く味が良くなじむ。塩ゆでするときは、豆の薄皮に包丁で小さく切れ目を入れてから、好みの固さで茹であげたあと、ざるに広げて薄く塩を振ると水っぽさがとれる。薄皮に切れ目を入れることによって、茹で上げ後にしわが寄らないように仕上げることができる。沸騰した湯に少量の塩を入れ、豆を入れて2 - 5分ほどで茹でるが、新鮮なものほど早く茹であがるため、途中でかたさを見ながら茹で時間を調整する。
下茹で、あるいは油通しをしてから炒め物にしたり、揚げ物、煮物、スープなどに使われる。

### 栄養価
野菜としては水分が少ないが各栄養素が豊富で、可食部100gあたりの熱量は108kcalあり、豆類に多い糖質やタンパク質を多く含み、特にタンパク質は10%以上ある。さらにビタミンB1・B2・B6・ナイアシン（B3）・パントテン酸（B5）・葉酸（B9）・ビタミンCなどのビタミン類も多く、カリウム、カルシウムなど主要な栄養素が揃っている。また鉄分や亜鉛などの微量ミネラルも多く含み、栄養バランスの良い野菜として知られている。薄皮の部分には食物繊維が多く含まれており、食べることもできる。

### 保存
サヤから出すと豆の表面がかたくなるため、生で保存する場合はサヤつきのまま冷蔵する。ただし、収穫後は「味も栄養も収穫から3日まで」といわれるほど鮮度落ちが早く、できるだけ早く食べるのが良いが、使い切れないものは新鮮なうちに茹でて冷蔵保存する。サヤから出したものは、茹でてから冷凍する。冷凍保存する場合は、固めに茹でて冷ましてから保存袋に入れて冷凍する。

## 栽培
秋（10月下旬 - 11月上旬）に豆をまき、苗で冬越しして、春に盛んに生長して初夏（5 - 6月）に収穫を迎える。寒さには強くて暑さには弱く、酸性を極端に嫌い、開花期以外は乾燥を好む性質がある。栽培の難度はふつうであまり手がかからず、栽培適温は15 - 20度、土壌酸度はpH 6.5 - 7.0が適正とされ、連作には向かない。基本的に直播きで育て、やむなく育苗するときは大きめのポットを選ぶ。根粒菌が働くため、生育初期は肥料のチッソ分はほとんど必要とせず、光合成や根粒菌の活動のためにリン酸とカリウムが必要となる。根が弱く深く張れないためリン酸の吸収力が弱い性質も持つので、高畝にすることにより水はけがよく根が深く張れるので、リン酸の吸収力が増すようになる。種は「お歯黒」とよばれる黒い部分から根が出るので、必ず「お歯黒」を下向きにして2 - 3cmの深さで埋め込み、その直後にたくさん水やりをする。種まき時期が早すぎても遅すぎても生育が良くないため、まく時期の管理がポイントになる。まいた種は、しばしば鳥に食べられてしまうので、防鳥ネットで覆って予防する。
畑はマメ科作物を2 - 3年作っていない場所を選び、種まき1週間前までに苦土石灰を入れて必ず中和して、堆肥と元肥をすき込んで良く耕して畝を作る。畝に約30 - 60cm以上の間隔で種を播くか、本葉3 - 4枚になったころの若苗を植え付け、冬期はビニールトンネルをかけて防寒と乾燥防止する。春から急に生育が活発になって盛んに分枝しする生長期は、追肥して生長を促し、支柱を立てて株が倒れるのを防止するとともに、株元から出てくるわき芽を掻き取って栄養が幹にまわるようにする。整枝後は株元に土寄せして、倒伏防止を図る。春に白い花が咲いたあと、つけ根が膨らんでサヤが上を向いて大きくなるが、実が充実するとサヤが下を向き光沢も出てくるので、この時期が収穫適期となる。サヤが熟すとかたくなる。
ソラマメは本来水をあまり必要としない作物で、過湿条件下で育てると障害が出てくる。病害虫にアブラムシが新芽や先端のやわらかい部分につくことがあり、暖かくなる春先に特につきやすく、縮れや変形の原因となる。アブラムシを見つけたら、直接取り除いたり薬剤を散布して防除するが、アブラムシの数が多く寄生した部分は、切り取ってビニール袋などに入れて処分する。
日本の主な産地は、鹿児島県、宮城県、千葉県、茨城県で多く出荷されている。

## 象徴
花弁の黒点が死を連想させたため、古代ギリシャ人はソラマメを葬儀に用い、不吉として嫌われることもあった。古代ギリシアの数学者・哲学者で「ピタゴラスの定理（三平方の定理）」などで有名なピタゴラスは、ソラマメの中空の茎が冥界（ハーデース）と地上を結んでおり、豆には死者の魂が入っているかも知れないと考えた。現代ギリシアでは "fava" はソラマメでなくエンドウマメを意味する。古代ローマ人もソラマメを葬儀に用いたが、食べることは厭わず、葬儀の際の食事に供することもした。イタリアでは、現在にいたるまで「甘いそら豆」（fave dolci）や「死者のそら豆」（fave dei morte）という、細かく刻んだアーモンド、卵白、砂糖で作ったソラマメ形の菓子を死者の日 （I Morti）に作って食べる習慣がある。
ヒトの腎臓はソラマメの種子のような形をしているといわれている。

## ギャラリー

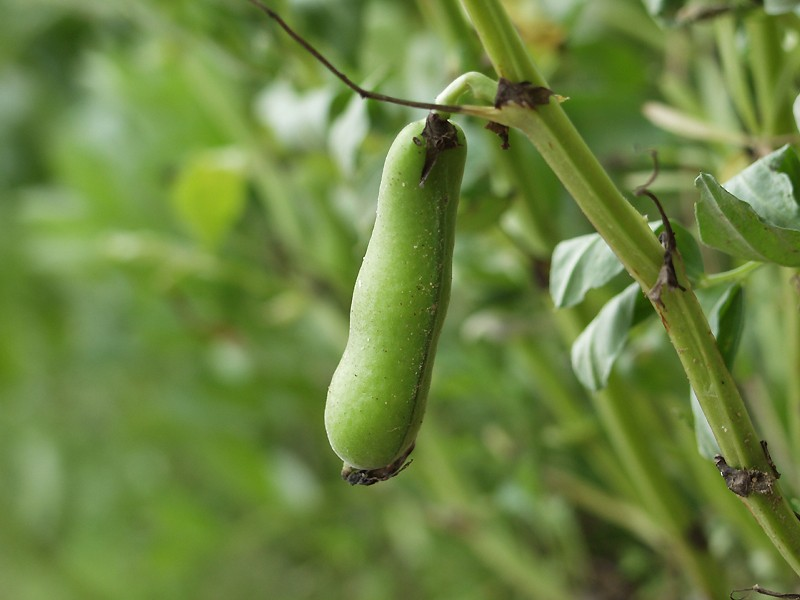
ソラマメの豆果
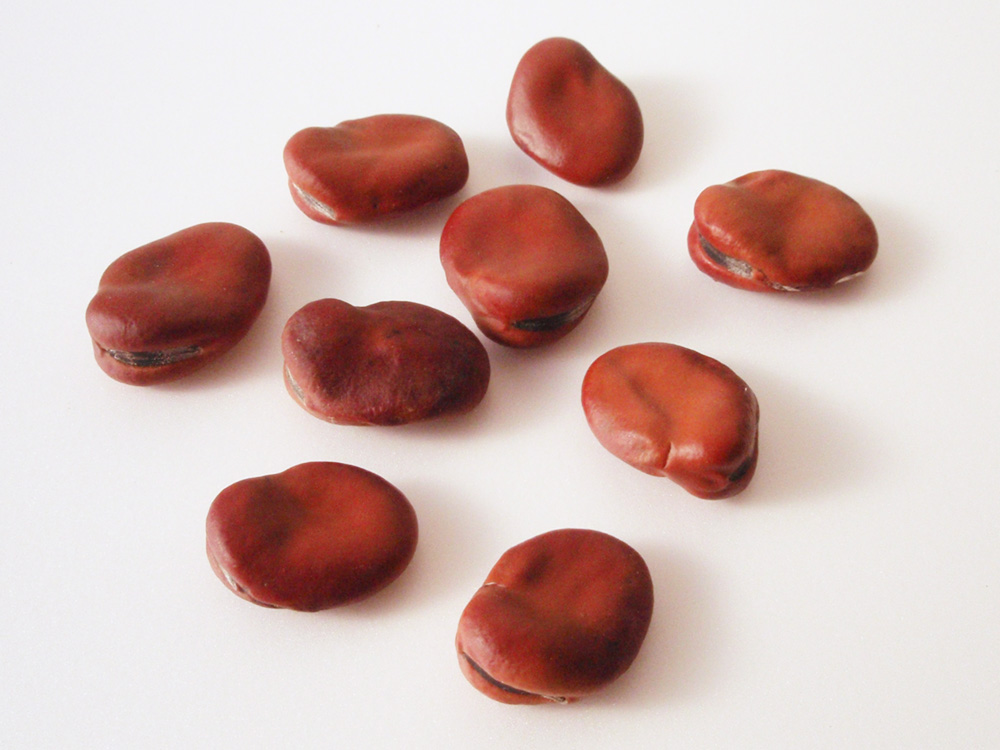
播種用に完熟させ乾燥したソラマメの種子
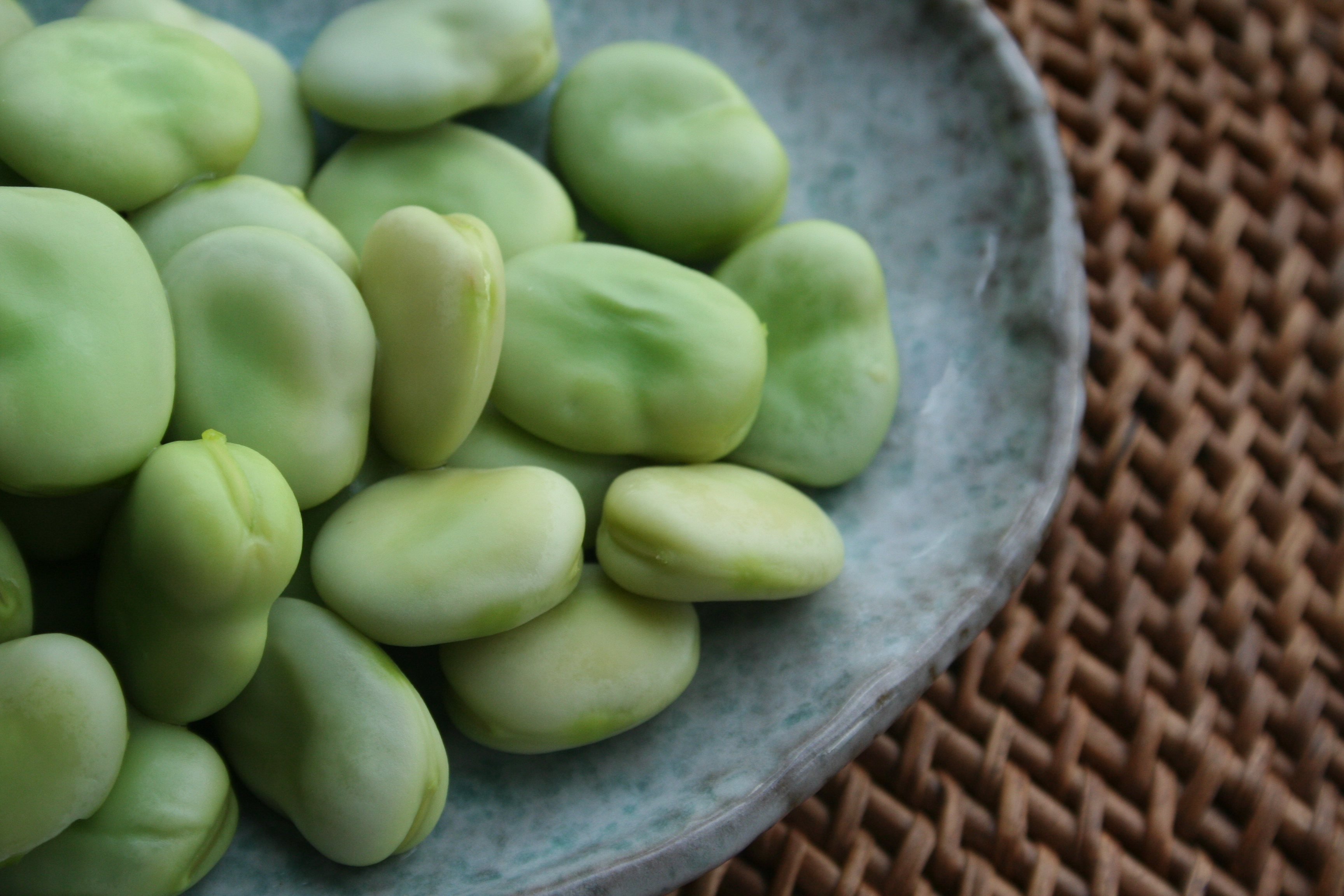
茹でたソラマメ
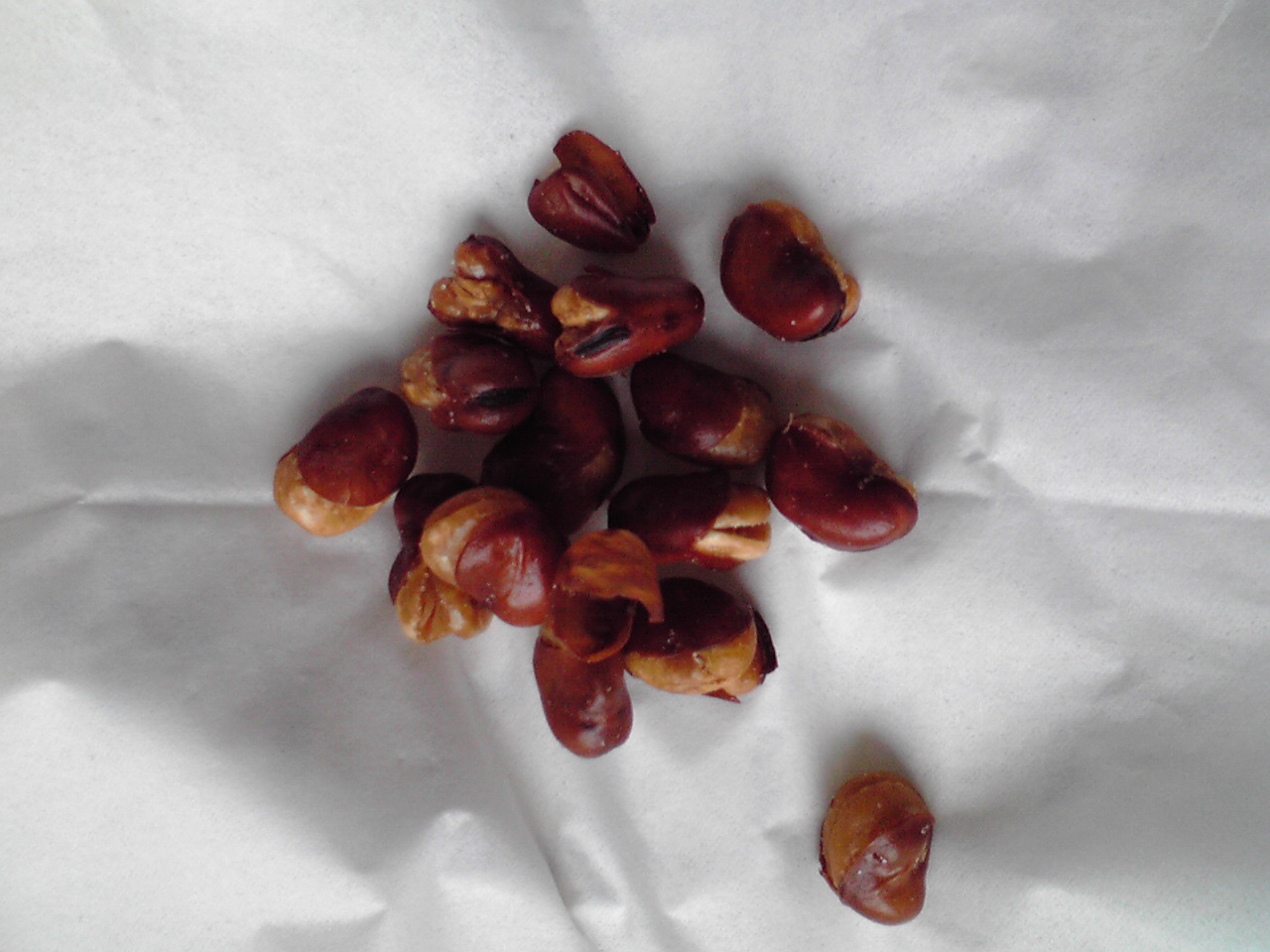
いかり豆
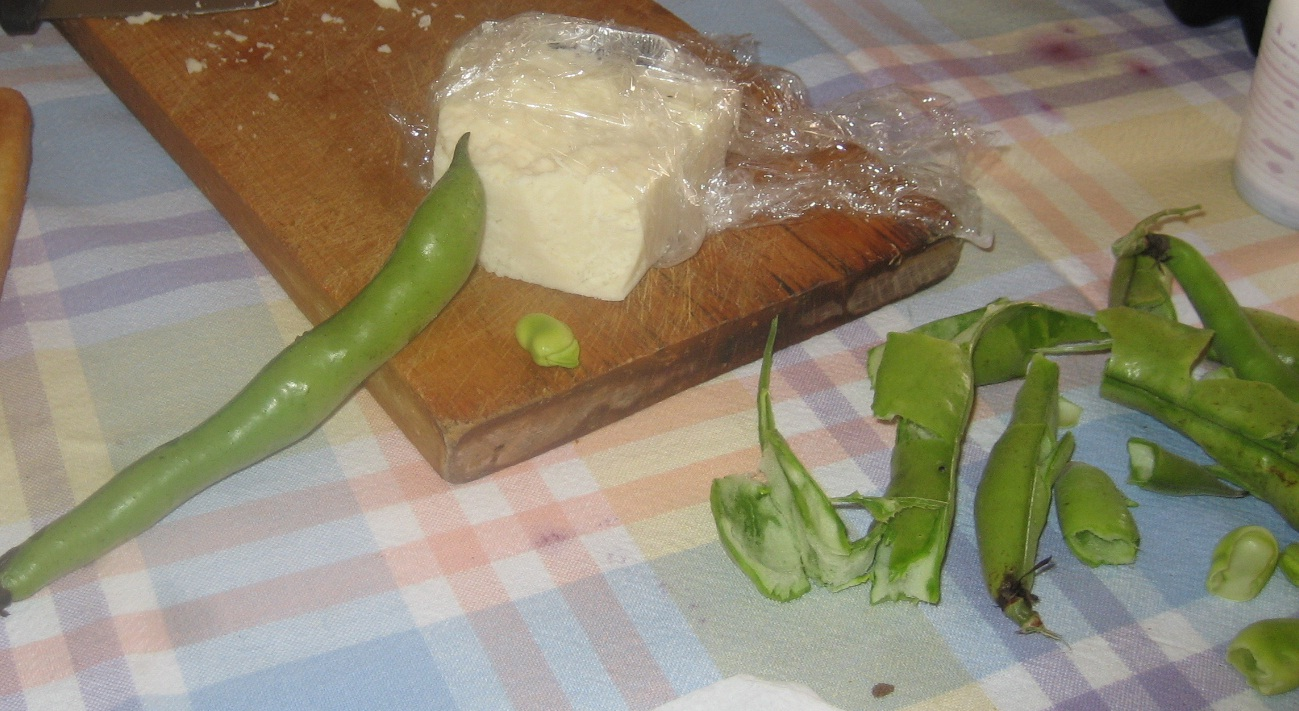
ペコリーノとファーベ
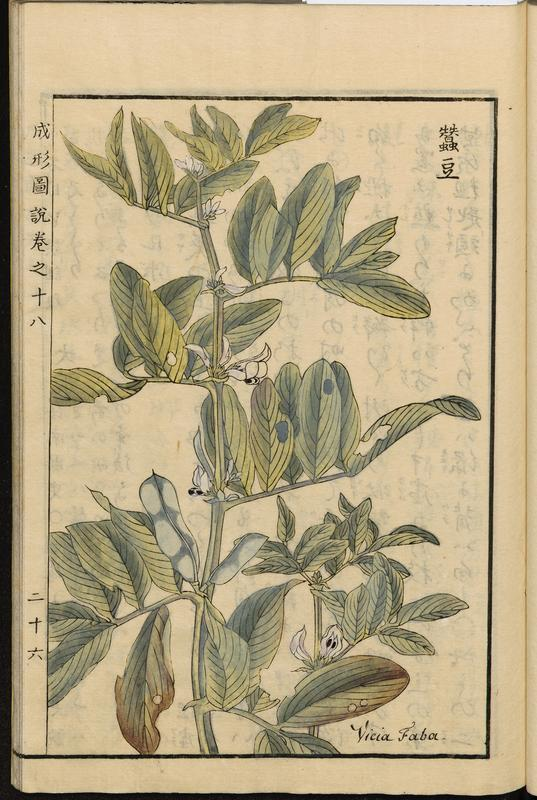
『成形図説』